# Кеджену
Кеджену (також відоме як Кеджену-Пуле і Кеджену-де-Пуле) — пряне рагу, яку готують на повільному вогні в запечатаному канарі (теракотовому горщику) над багаттям або вугіллям з курки або цесарки та овочів. Це традиційна і популярна страва в кухні Кот-д'Івуару.

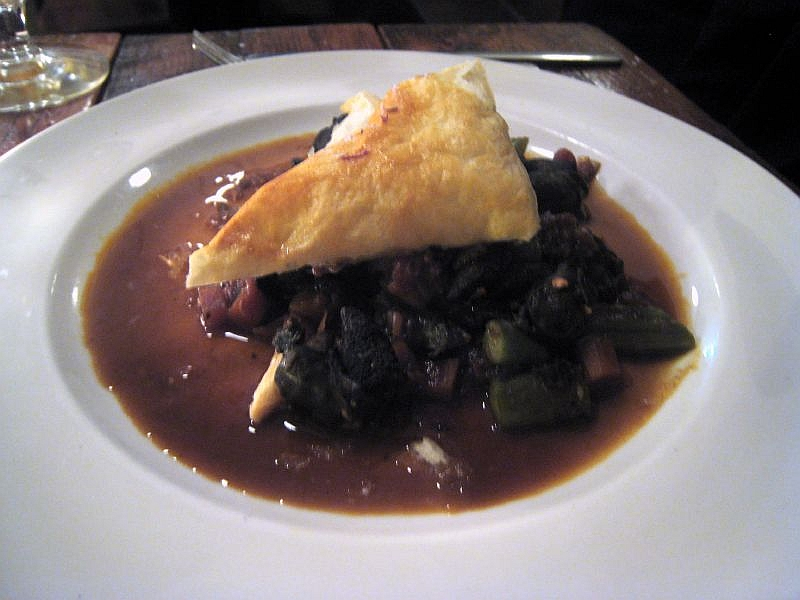
Варіант кеджену з ескарго, бамією листковим тістом.

Методи приготування цього рагу можуть відрізнятися. Іноді для його приготування використовують мало додаткової рідини, або не використовують її взагалі, даючи можливість м'ясу готуватися у власному соку, що пом'якшує м'ясо та призводить до концентрації смаків інгредієнтів страви. Іноді страва готується в запечатаній обгортці з бананового листа, який розташовується під розжареним вугіллям. У Кот-д'Івуарі страва традиційно подається з атієке, гарніром, приготованим з тертого маніоку.